# Slowking
Slowking (japanski: ヤドキング Yadokingu) jedan je od 1025 fiktivnih vrsta Pokémona iz medijske franšize Pokémon, skupa Pokémon videoigara, animiranih serija, manga stripova, knjiga, igraćih karata i drugih medija kojima je tvorac Satoshi Tajiri. Svrha je Slowkinga u videoigrama, animiranoj seriji i manga stripovima, kao i svrha ostalih Pokémona, borba s divljim Pokémonima – neukroćenim stvorenjima koje igrači i likovi pronalaze dok kreću na razne avanture – i pripitomljenim Pokémonima drugih Pokémon trenera.
Slowking je Vodeni/Psihički Pokémon uveden u drugoj generaciji Pokémon franšize. Razvija se iz Slowpokea, it to tehnikom razmjene dok Slowpoke drži Kraljev kamen; jednak način evoluiranja dijeli s Poliwhirlom, koji se na taj način razvija u Politoeda. Slowking zauzima 199. mjesto u Nacionalnom Pokédexu.
Ime Slowking jednostavna je kombinacija engleskih riječi "slow" = sporo, riječ koja se javlja u imenima njegove srodne vrste Pokémona (Slowpoke, Slowbro) odnoseći se na njihovu sporost (fizičku i mentalnu), te "king" = kralj, odnoseći se na činjenicu da se Slowpoke i Slowbro ugledaju na Slowkinga kao svog kralja i vođu. Istovremeno, Shellder na njegovoj glavi nalik je kruni, pa je moguće da njegovo ime odražava i tu činjenicu. Njegovo japansko ime, Yadokingu, kombinacija je japanske riječi "yadokari" = rak samac, i engleske riječi "king".

## Biološke karakteristike
Slowkingov je izgled gotovo jednak njegovom prethodnom obliku, Slowpokeu (čiji je izgled vjerojatno temeljen na izgledu vidre ili vodenkonja), s nekoliko razlika: Slowking je sposoban stajati samo na dvije noge, nosi crvenobijeli ovratnik te ima koštanu strukturu nalik kacigi i kruni. Struktura je zapravo drugačiji oblik Shelldera, sličan onom koji se nalazi na repu Slowbroa. Kada se Slowkinga promatraga straga, mogu se vidjeti Shellderove oči.
Slowking je jedna od dvije vrste Pokémona u koje Slowpoke može evoluirati, dok je Slowbro druga. Shellder, potpuno druga vrsta Pokémona, igra ključnu ulogu u Slowpokeovoj evoluciji. Ipak, dok u Slowbroovom slučaju Shellder zagrize njegov rep, kod Slowkinga Shellder zagrize njegovu glavu dok ovaj nosi Kraljev kamen.
Shellder na Slowkingovoj glavi injicira toksine u njegov mozak sa svakim Slowkingovim zijevanjem. Toksini međudjeluju sa Slowkingovim živčanim tkivom kako bi potaknuli njegove skrivene mentalne potencijale, čineći Slowkinga mnogo pametnijim i pažljivijim od usporenih Slowbroa i Slowpokea. Navedena razlika čini ga istaknutijim među Slowbroima i Slowpokeima, te ga oni gledaju kao vrstu vođe. Spada u grupu najpametnijih Pokémona, a sposoban je naučiti, razumjeti i koristiti ljudski govor.
Slowking ima prilično dobre kvalitete vođe. Uvijek je smiren i priseban, bez obzira na težinu situacije. U vrijeme kada nije opterećen nečim drugim, Slowking svoju inteligenciju usmjerava na istraživanja, pokušavajući riješiti tajne Pokémon svijeta.
Poput Slowbroa, Slowkingova je evolucija reverzibilna; ako Shellder iz bilo kojeg razloga otpadne s njegove glave, Slowking postaje Slowpoke u samo nekoliko sekundi, te, tijekom prelaska gubi svo znanje koje je prikupio s istraživanjem. U čoporima Slowking je uvijek vođa no zbog svoje žudnje za znanjem u teritorijalnim borbama vjerojatno samo koordinira napade i planira strategije dok ostatak čopora izvodi naredbe. No, ako je stjeran u kut od strane neprijatelja, obranit će se svojim snažnim psihičkim moćima.

## U videoigrama
Slowking nije dostupan u ijednoj igri u divljini. Može ga se dobiti evoluiranjem Slowpokea putem razmjene, no Slowpoke mora držati Kraljev kamen kako bi evolucija bila uspješna. Iz tog razloga dostupnost Slowkinga ovisi o dostupnosti Slowpokea, Kraljevog kamena, i još jedne osobe koja je željna razmjene.
Većina je Slowkingovih statistika iznad prosjeka, posebno njegov Special Attack i Special Defense. Njegov je Attack status prosječan, dok je njegov Speed status veoma nizak (kao što mu i samo ime Slowking govori). Slowking je sposoban učiti moćne Vodene i Psihičke napade, kao i ometajuće tehnike poput Zijevanja (Yawn), Onesposobljavanja (Disable) i Hvalisanja (Swagger).

## U animiranoj seriji
Prije dostupnosti u videoigrama, Slowking je igrao ključnu ulogu u drugom Pokémon filmu, The Power of One. Živio je na Orange otocima i bio je jedan od veoma malog broja Pokémona koji su sposobni govoriti ljudskim govorom – većina Pokémona koja to također može Legendarnog je statusa i prenosi ga u "govor misli". Ovaj je Slowking bio stručnjak u svezi Articuna, Zapdosa, Moltresa i Lugie, pomažući Ashu i njegovim prijateljima da povrati ravnotežu među Legendarnim Pokémon pticama.
Slowking je također prikazan u epizodi "A Crowning Achievement", gdje je opisana Slowkingova evolucija. Grupa Slowpokea živjela je oko jezera ispunjenog Shellderima, na sredini kojeg je ležao Kraljev kamen. Slowpoke koji je uspješno izbjegao Shelldere i izbjegao evoluciju u Slowbroa dostigao bi do Kraljeva kamena i stavio ga na glavu, nakon čega bi Shellder zagrizao kamen i izazvao evoluciju u Slowkinga. Bio je ritualni test kojim se birao vođa Slowpokea i Slowbroa. 